# 張安琪 (1984年)
張安琪（Angel Chang，1984年6月3日—），小名「安琪」，是台灣模特兒，為台灣綜藝節目與廠商走秀的常客，以美麗的長腿聞名，被譽為陳思璇美腿接班人。一度為經紀公司伊林捧為「四大新生代名模」之一。

## 經歷
2005年開始從事全民大悶鍋 Showgirl的工作，並參與部分單元劇演出。同年參加「Elite模特兒大賽」獲得第三名。2006年與林又立、劉愷茹、王尹平等伊林名模共同出書《美麗接班人》，描述她們維持美麗的秘訣。同年張安琪與林又立一起加入台灣明星網球隊，一度與隊長李聖傑傳出緋聞。2007年11月，與伊林其他五位名模共同代言Mitsubishi 2008台北車展。

## 外部連結
- 張安琪的Facebook專頁